# شنگ‌وش (سرده)
شنگ‌وش (نام علمی: Geropogon) نام یک سرده از تیره کاسنیان است.